# Christian Duffy
Christian Duffy (nacido en diciembre de 1961), también conocido como Chris Duffy, es un ex culturista profesional estadounidense, que también trabajó como actor pornográfico gay en la industria del cine pornográfico bajo el seudónimo de Bull Stanton.

## Primeros años
Duffy jugó al fútbol americano de la escuela secundaria, y comenzó a entrenar como culturista durante su adolescencia, teniendo como ídolo al culturista austriaco Arnold Schwarzenegger.

## Carrera

### Culturista
En 1984, Duffy se convirtió en el ganador absoluto de los campeonatos de culturismo de los Estados del Sur de la NPC. Tres años más tarde, quedó en primer lugar entre los pesos pesados en los campeonatos de Los Ángeles (California), donde también recibió la medalla de oro para el ganador absoluto. Su mayor logro llegó en 1992, cuando ganó los Nacionales de la NPC en la división de pesos pesados, convirtiéndose en el campeón nacional de culturismo de Estados Unidos y obteniendo el carné de la Liga Profesional de la NPC. Ese mismo año obtuvo la medalla de plata en otro concurso nacional, los Campeonatos de la NPC de los Estados Unidos. Duffy seguiría compitiendo en muchos concursos de culturismo, y quedó quinto en el Mr. Olympia de 2002 en la división de Masters.
A principios de la década de 1990, Duffy fue modelo de portada y algunas de sus fotografías se utilizaron en la revista Muscle & Fitness.

### Actor pornográfico gay
A partir de 1994, Duffy trabajó en la industria del porno gay bajo el seudónimo de Bull Stanton, y se convirtió en el primer culturista ampliamente aclamado en aparecer en la pornografía gay. Fue dirigido por Durk Dehner en The Wild Ones (1994), producida por Tom of Finland Company, y apareció en varias películas de Jack Fritscher centradas en culturistas.
A finales de 1994, mientras se divorciaba de su segunda esposa, Duffy comenzó una relación con Michael Alago, que inicialmente conoció a Duffy como acompañante gay. La biografía de Alago decía que Duffy había entrado en la industria del cine gay para apoyar su trabajo como acompañante masculino, y que había terminado su relación con la Federación Internacional de Fisicoculturismo de Joe Weider porque "Weider quería que hiciera demasiado trabajo por muy poco dinero; y porque consideraba que no era correcto trabajar como culturista mientras hacía vídeos para adultos". Alago contó que Duffy le dijo que también era seropositivo; la relación terminó en 1996.
Duffy inició entonces una relación sentimental con el también actor porno gay y ex marine Blue Blake. Juntos aparecieron en varias películas, como The Wild Ones y Nothin' Nice (1996), y posaron para la portada de la revista Advocate Men en julio de 1994. Duffy habla abiertamente de su bisexualidad. En la entrevista con Muscular Development se describió a sí mismo como "hipersexual" y declaró que pertenece a la comunidad LGBT.

### Retiro
Duffy siguió entrenando en gimnasios de culturismo y compitió en eventos de Masters, pero también intentó sin éxito convertirse en golfista profesional citando a Tiger Woods como esta nueva inspiración.

## Historial competitivo
- 1985 - NPC Nationals, 10º puesto (HW)
- 1987 - NPC Junior USA, 6º puesto (HW)
- 1987 - NPC Los Angeles Championships, 1º puesto (HW)
- 1992 - NPC Nationals, 1º puesto (HW)
- 1992 - NPC USA Championships, 2º puesto (HW)
- 1993 - Chicago Pro Invitational, 8º puesto
- 1993 - Night of Champions, 15º puesto
- 2002 - Mr. Olympia, 5º puesto